# Banys d'en Caixa
Els Banys d'en Caixa o casa Verdaguer és un edifici de Calella de Palafrugell (Baix Empordà), catalogat com a bé cultural d'interès local.

## Història
Propietat de l'antic alcalde de Palafrugell, Francesc Estrabau i Jubert, conegut per en Caixa, es van obrir el 1899 i s'hi oferien banys de mar, calents o a temperatura ambient. A la seva mort, els banys van tancar i l'edifici va ser ampliat per a convertir-lo en habitatge, passant a anomenar-se casa Verdaguer.

## Descripció
Edifici estructurat a diferents nivells sobre les roques que divideixen les cales de Port Pelegrí i Sant Roc (o els Canyers). És fruit de l'ampliació dels Banys d'en Caixa, establiment de banys, per convertir-lo en habitatge. La volumetria del conjunt és de marcada complexitat, entre una torre-mirador i una àmplia terrassa amb arcades sobre el mar. La construcció és de pedra i morter amb aparell vist, utilitzant el granit de la formació geològica de l'indret.